# Yomiuri Football Club 1986-1987
Questa voce raccoglie le informazioni riguardanti lo Yomiuri Football Club nelle competizioni ufficiali della stagione 1986-1987.

## Stagione
Per questa stagione la squadra venne rifondata, affidandola all'ex giocatore George Yonashiro (coadiuvato da Dino Sani nelle vesti di direttore tecnico) e ingaggiando, sfruttando le novità regolamentari che consentivano il tesseramento di calciatori professionisti, alcuni giocatori provenienti dal Brasile come Gaúcho e Edson. Dopo un inizio incerto che lo porterà a trascorrere il girone di andata a centroclassifica, subito dopo il giro di boa lo Yomiuri lottò per il titolo contro Nippon Kokan e Mitsubishi Heavy Industries, dividendo con esse il comando della classifica per diverse giornate. Nel finale di campionato, grazie anche alla vittoria nello scontro diretto con il Mitsubishi, lo Yomiuri prenderà il largo e, malgrado una sconfitta nell'ultima giornata e il recupero del Nippon Kokan, riuscì a vincere il campionato per effetto di una migliore differenza reti nei confronti degli avversari, peraltro già sconfitti in finale di Coppa dell'Imperatore.

## Organigramma societario
Area organizzativa
- Team manager: Hideo Sato

Area tecnica
- Direttore tecnico: Dino Sani
- Allenatore: George Yonashiro
- Allenatore in seconda: Yukitaka Omi

## Maglie e sponsor
La Puma elimina dalle maglie i bordi bianchi, rossi e blu lasciandovi solo un colletto a "V" bianco. I calzoncini delle divise possono, occasionalmente, essere di colore verde o bianco.
| Manica sinistra · Maglietta · Maglietta · Manica destra · Pantaloncini · Calzettoni | Manica sinistra · Maglietta · Maglietta · Manica destra · Pantaloncini · Calzettoni |

## Rosa
| N. |                     | Ruolo | Calciatore                  |
| -- | ------------------- | ----- | --------------------------- |
| 1  | Giappone (bandiera) | P     | Kazuya Nakamura             |
| 2  | Giappone (bandiera) | D     | Eiji Mori                   |
| 3  | Giappone (bandiera) | D     | Yasutarō Matsuki (capitano) |
| 4  | Brasile (bandiera)  | D     | Jorge Toledo                |
| 5  | Giappone (bandiera) | D     | Hisashi Katō                |
| 6  | Giappone (bandiera) | D     | Satoshi Tsunami             |
| 7  | Giappone (bandiera) | D     | Yoshinori Senbiki           |
| 8  | Giappone (bandiera) | C     | Tetsuya Totsuka             |
| 9  | Giappone (bandiera) | A     | Yasuo Ueshima               |
| 10 | Brasile (bandiera)  | C     | Ruy Ramos                   |
| 11 | Giappone (bandiera) | A     | Masato Ōtomo                |
| 12 | Giappone (bandiera) | A     | Ryōichi Kawakatsu           |
| 13 | Giappone (bandiera) | C     | Kazuhiro Yuda               |
| 14 | Giappone (bandiera) | A     | Yoshiyuki Katō              |

| N. |                     | Ruolo | Calciatore        |
| -- | ------------------- | ----- | ----------------- |
| 16 | Giappone (bandiera) | C     | Shirō Kikuhara    |
| 17 | Giappone (bandiera) | D     | Ken Kondo         |
| 18 | Giappone (bandiera) | P     | Takayuki Fujikawa |
| 19 | Giappone (bandiera) | D     | Yasuyuki Kishino  |
| 20 | Giappone (bandiera) | D     | Takuro Okuda      |
| 21 | Giappone (bandiera) | P     | Shinkichi Kikuchi |
| 22 | Giappone (bandiera) | A     | Nobuhiro Takeda   |
| 23 | Brasile (bandiera)  | A     | Gaúcho            |
| 25 | Giappone (bandiera) | A     | Nobuaki Arai      |
| 26 | Brasile (bandiera)  | C     | Edson             |
| 27 | Giappone (bandiera) | C     | Yasutoshi Miura   |
| 28 | Giappone (bandiera) | A     | Kazutaka Hasumi   |
| 29 | Giappone (bandiera) | D     | Katsu Yamamoto    |

## Calciomercato
| Acquisti | Acquisti          | Acquisti             | Acquisti   |
| R.       | Nome              | da                   | Modalità   |
| -------- | ----------------- | -------------------- | ---------- |
| P        | Shinkichi Kikuchi | Tono H.S.            | definitivo |
| D        | Katsu Yamamoto    | Yomiuri Junior       | definitivo |
| D        | Ken Kondo         | Yomiuri Junior       | definitivo |
| C        | Kazuhiro Yuda     | Juntendo Daigaku     | definitivo |
| C        | Edson             | Saad                 | definitivo |
| C        | Yasutoshi Miura   | Santos               | definitivo |
| A        | Nobuaki Arai      | Hongo H.S.           | definitivo |
| A        | Kazutaka Hasumi   | Yomiuri Junior       | definitivo |
| A        | Nobuhiro Takeda   | Shimizu Higashi H.S. | definitivo |
| A        | Gaúcho            | Grêmio               | definitivo |

| Cessioni | Cessioni          | Cessioni | Cessioni      |
| R.       | Nome              | a        | Modalità      |
| -------- | ----------------- | -------- | ------------- |
| D        | Yukitaka Omi      |          | fine carriera |
| C        | Takekazu Suzuki   |          | fine carriera |
| A        | Steve Paterson    |          | fine carriera |
| A        | George Yonashiro  |          | fine carriera |
| A        | Kazuaki Hamaguchi |          | fine carriera |

## Risultati

### Japan Soccer League

#### Girone di andata
| Tokyo 26 ottobre 1986, ore 15:00 UTC+9 1ª giornata | Nissan Motors | 2 – 1 | Yomiuri |  |

| Kawasaki 2 novembre 1986, ore 15:00 UTC+9 2ª giornata | Yomiuri | 3 – 0 | Yamaha Motors |  |

| Fuji 9 novembre 1986, ore 14:00 UTC+9 3ª giornata | Honda Motor | 1 – 1 | Yomiuri |  |

| Tokyo 15 novembre 1986, ore 14:00 UTC+9 4ª giornata | Yomiuri | 1 – 1 | Nippon Kokan |  |

| Ichihara 24 novembre 1986, ore 14:00 UTC+9 5ª giornata | Furukawa Electric | 1 – 1 | Yomiuri |  |

| 30 novembre 1986, ore 14:00 UTC+9 6ª giornata | Yomiuri | 4 – 1 | Fujita |  |

| Tokyo 1º febbraio 1987, ore 14:00 UTC+9 7ª giornata | Hitachi | 1 – 2 | Yomiuri |  |

| Osaka 8 febbraio 1987, ore 14:00 UTC+9 8ª giornata | Matsushita Electric | 2 – 1 | Yomiuri |  |

| Tokyo 15 febbraio 1986, ore 14:00 UTC+9 9ª giornata | Yomiuri | 1 – 0 | Yanmar Diesel |  |

| Tokyo 21 febbraio 1987, ore 14:00 UTC+9 10ª giornata | Yomiuri | 1 – 0 | Mitsubishi HI |  |

| Hiroshima 1º marzo 1987, ore 14:00 UTC+9 11ª giornata | Mazda | 0 – 0 | Yomiuri |  |

#### Girone di ritorno
| Tokyo 8 marzo 1987, ore 13:00 UTC+9 12ª giornata | Yomiuri | 2 – 1 | Nissan Motors |  |

| Tokyo 15 marzo 1987, ore 14:00 UTC+9 13ª giornata | Yamaha Motors | 0 – 2 | Yomiuri |  |

| Tokyo 21 marzo 1987, ore 14:00 UTC+9 14ª giornata | Yomiuri | 1 – 1 | Honda Motor |  |

| 29 marzo 1987, ore 14:00 UTC+9 15ª giornata | Nippon Kokan | 0 – 0 | Yomiuri |  |

| 19 aprile 1987, ore 14:00 UTC+9 16ª giornata | Yomiuri | 3 – 1 | Hitachi |  |

| 26 aprile 1987, ore 14:00 UTC+9 17ª giornata | Yomiuri | 4 – 1 | Matsushita Electric |  |

| 3 maggio 1987, ore 14:00 UTC+9 18ª giornata | Yanmar Diesel | 2 – 1 | Yomiuri |  |

| Tokyo 6 maggio 1987, ore 14:00 UTC+9 19ª giornata | Yomiuri | 1 – 1 | Furukawa Electric |  |

| 10 maggio 1987, ore 14:00 UTC+9 21ª giornata | Mitsubishi HI | 1 – 3 | Yomiuri |  |

| Tokyo 13 maggio 1987, ore 14:00 UTC+9 17ª giornata | Fujita | 0 – 2 | Yomiuri |  |

| Tokyo 17 maggio 1987, ore 14:00 UTC+9 22ª giornata | Yomiuri | 0 – 1 | Mazda |  |

### Coppa dell'Imperatore
| Kasuga 20 dicembre 1986 Primo turno | Yomiuri | 3 – 1 | Fukuoka Daigaku |  |

| Kasuga 21 dicembre 1986 Secondo turno | Yomiuri | 2 – 1 | Nippon Steel |  |

| Tokyo 21 dicembre 1986 Quarti di finale | Yomiuri | 5 – 0 | Hyogo Teachers |  |

| Tokyo 30 dicembre 1986 Semifinale | Yomiuri | 1 – 1 (d.t.s.) | Nissan Motors |  |

| Tokyo 1º gennaio 1987 Finale | Yomiuri | 2 – 1 | Nippon Kokan |  |

### Japan Soccer League Cup
| Yokohama 29 giugno 1986 Primo turno | Nissan Motors | 2 – 0 | Yomiuri |  |

## Statistiche

### Statistiche di squadra
| Competizione          | Punti | Totale | Totale | Totale | Totale | Totale | Totale | DR  |
| Competizione          | Punti | G      | V      | N      | P      | Gf     | Gs     | DR  |
| --------------------- | ----- | ------ | ------ | ------ | ------ | ------ | ------ | --- |
| JSL Division 1        | 29    | 22     | 11     | 7      | 4      | 35     | 18     | +17 |
| JSL Cup               | -     | 1      | 0      | 0      | 1      | 0      | 2      | -2  |
| Coppa dell'Imperatore | -     | 5      | 5      | 0      | 0      | 13     | 4      | +9  |
| Totale                | -     | 28     | 16     | 7      | 5      | 48     | 24     | +24 |

### Andamento in campionato
| Giornata  | 1  | 2 | 3 | 4 | 5 | 6 | 7 | 8 | 9 | 10 | 11 | 12 | 13 | 14 | 15 | 16 | 17 | 18 | 19 | 20 | 21 | 22 |
| --------- | -- | - | - | - | - | - | - | - | - | -- | -- | -- | -- | -- | -- | -- | -- | -- | -- | -- | -- | -- |
| Luogo     | T  | C | T | C | T | C | T | T | C | C  | T  | C  | T  | C  | T  | C  | C  | T  | C  | T  | T  | C  |
| Risultato | S  | V | N | N | N | V | V | S | V | V  | N  | V  | V  | N  | N  | V  | V  | S  | N  | V  | V  | V  |
| Posizione | 10 | 6 | 6 | 6 | 8 | 6 | 4 | 6 | 6 | 5  | 4  | 3  | 3  | 3  | 3  | 3  | 2  | 3  | 3  | 1  | 1  | 1  |

Legenda:

Luogo: C = Casa; T = Trasferta. Risultato: V = Vittoria; N = Pareggio; P = Sconfitta.

### Statistiche dei giocatori
| Giocatore    | JSL Division 1 | JSL Division 1 | JSL Cup  | JSL Cup | Coppa dell'Imperatore | Coppa dell'Imperatore | Totale   | Totale |
| Giocatore    | Presenze       | Reti           | Presenze | Reti    | Presenze              | Reti                  | Presenze | Reti   |
| ------------ | -------------- | -------------- | -------- | ------- | --------------------- | --------------------- | -------- | ------ |
| Edson        | 19             | 1              | 0        | 0       | 4                     | 0                     | 23       | 1      |
| T. Fujikawa  | 0              | 0              | 1        | -2      | 0                     | 0                     | 1        | -2     |
| Gaúcho       | 16             | 9              | 0        | 0       | 4                     | 3                     | 20       | 12     |
| N. Ishii     | ?              | ?              | ?        | 0       | ?                     | 0                     | ?        | 0+     |
| H. Kato      | 22             | 1              | 0        | 0       | 5                     | 0                     | 27       | 1      |
| Y. Kato      | 6              | 0              | 0        | 0       | 0                     | 0                     | 6        | 0      |
| R. Kawakatsu | 4              | 0              | 0        | 0       | 0                     | 0                     | 4        | 0      |
| S. Kikuchi   | 22             | -18            | 0        | 0       | 5                     | -4                    | 27       | -22    |
| S. Kikuhara  | 0              | 0              | 1        | 0       | 1                     | 0                     | 2        | 0      |
| Y. Kishino   | 15             | 0              | 1        | 0       | 1                     | 0                     | 17       | 0      |
| K. Kondo     | ?              | ?              | ?        | 0       | ?                     | 0                     | ?        | 0+     |
| Y. Matsuki   | 22             | 0              | 1        | 0       | 5                     | 1                     | 28       | 1      |
| Y. Miura     | 6              | 1              | 1        | 0       | 4                     | 0                     | 11       | 1      |
| M. Mori      | ?              | ?              | ?        | 0       | ?                     | 0                     | ?        | 0+     |
| K. Nakamura  | 0              | 0              | 0        | 0       | 0                     | 0                     | 0        | 0      |
| T. Okuda     | ?              | ?              | ?        | 0       | ?                     | 0                     | ?        | 0+     |
| M. Otomo     | 7              | ?              | ?        | 0       | ?                     | 0                     | 7+       | 0+     |
| R. Ramos     | 15             | 4              | 0        | 0       | 5                     | 1                     | 20       | 5      |
| Y. Senbiki   | 19             | 1              | 1        | 0       | 3                     | 1                     | 23       | 2      |
| N. Takeda    | 22             | 11             | 0        | 0       | 5                     | 3                     | 27       | 14     |
| J. Toledo    | ?              | ?              | ?        | ?       | 1+                    | 1+                    | 1+       | 1+     |
| T. Totsuka   | 20             | 3              | 1        | 0       | 4                     | 3                     | 25       | 6      |
| S. Tsunami   | 19             | 0              | 1        | 0       | 3                     | 0                     | 23       | 0      |
| Y. Ueshima   | 1              | ?              | ?        | 0       | ?                     | 0                     | 1+       | 0+     |
| K. Yamamoto  | ?              | ?              | ?        | 0       | ?                     | 0                     | ?        | 0+     |
| K. Yuda      | ?              | ?              | ?        | 0       | ?                     | 1                     | ?        | 1+     |